# 陈小工

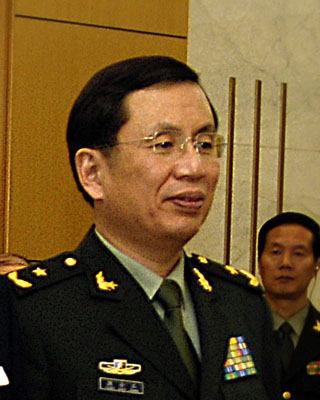
摄于2007年，时任总参谋长助理

陈小工（1949年—），山东荣成人，中国人民解放军空军中将，中国常驻联合国代表陈楚之子。
1969年入伍，参加过老山作战。1986年任总参谋部情报部五局副处长，后升任局长、联合国驻伊科边境军事观察员组组长，1999年9月任中华人民共和国驻埃及大使馆陆、海、空军武官，2001年9月任中华人民共和国驻美國大使馆国防武官，总参情报部部长，中共中央外事办公室副主任。2007年6月任总参谋长助理，2009年1月任中国人民解放军空军副司令员。
1999年晋升中国人民解放军少将，2008年晋升中国人民解放军中将。